# ليدل هارت
باسيل هنري ليدل هارت (بالإنجليزية: Basil Henry Liddell Hart)‏ (1313-1389هـ/1895-1970م) هو مؤلف واستراتيجي، إنجليزي.
ولد في باريس، وتعلم في كيمبردج، واشترك في الحرب العالمية الأولى. ترك الجيش وعمل مراسلاً عسكرياً للديلي تلجراف، والتيمس اللندنية. من أوائل الذين اهتموا بالحرب الميكانيكية، شرح أساليبها التكتيكية المتعلقة بتدريب المشاة، واتبعتها وزارة الحربية البريطانية. أختبر مستشاراً لهور – بيليشا (بالإنجليزية: Leslie Hore-Belisha)‏، وزير الحربية. ألف عدة كتب نالت شهرة فائقة. كتب الجزء الأول من مذكراته (1965).

## روابط خارجية
- ليدل هارت على موقع الموسوعة البريطانية (الإنجليزية)
- ليدل هارت على موقع مونزينجر (الألمانية)
- ليدل هارت على موقع ميوزك برينز (الإنجليزية)
- ليدل هارت على موقع إن إن دي بي (الإنجليزية)